# در باب مزایا و معایب تاریخ برای زندگی

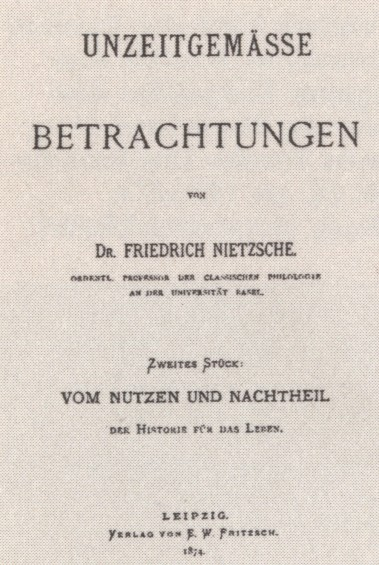
جلد چاپ اول، ۱۸۷۴

در باب مزایا و معایب تاریخ برای زندگی (به انگلیسی: On the Advantage and Disadvantage of History for Life) اثری از فریدریش نیچه است که در سال ۱۸۷۴ منتشر شد و دومین اثر از چهار کتاب تأملات نابهنگام اوست. این کتاب اثری مهم از دوران اولیه خلاقیت نیچه محسوب می‌شود (به کتاب‌شناسی فریدریش نیچه مراجعه کنید). در این اثر او از معاصران دانشگاهی خود انتقاد می‌کند که به نظرش یا اهمیت تاریخ را بیش از حد ارزیابی می‌کنند یا در مورد آن قضاوت نادرستی دارند. این کتاب همچنین مضامین متأخر نیچه را پیش‌بینی می‌کند و توجه نسبتاً زیادی را به خود جلب کرده است.

## خلاصه
تأملات نابهنگام نیچه در درجه اول نوشته‌هایی در باب نقد فرهنگی هستند و از نظر موضوعی به گستردگی آثار بعدی و همواره فلسفی نیچه نیستند. او از زوایای مختلف به موضوع می‌پردازد. بنابراین وقتی به امکانات علم تاریخ می‌پردازد، به مباحث فلسفه تاریخ و فلسفه علم می‌پردازد. از سوی دیگر او با مرتبط کردن تاریخ با زندگی (انسان)، به‌نوعی به انسان‌شناسی نیز می‌پردازد. متن در چارچوب این چهار موضوع نوشته شده است.
پس از مقدمه‌ای که در آن نیچه انگیزه شخصی خود را برای نوشتن کتاب به اشتراک می‌گذارد، فصل اول به بررسی خاستگاه «تاریخ» می‌پردازد. حیوان فقط در زمان حال زندگی می‌کند (ا درجه متوسطی از خوشبختی) و بنابراین غیرتاریخی است. در مقابل، انسان‌ها توانایی به‌خاطر سپردن دارند. این امر آن‌ها را قادر می‌سازد تا فرهنگ‌سازی کنند. از سوی دیگر، خاطرات فردی و سوابق جمعی همیشه باری بر دوش هستند. وقتی این بار بیش از حد سنگین شود، ظرفیت فرد یا افراد برای بقا مهار می‌شود. بنابراین از نظر نیچه تاریخ هم یک ضرورت و هم یک تهدید است.
فصل‌های دوم و سوم به سه کارکرد تاریخ می‌پردازند. تاریخ «یادمانی» مردم را به سوی کارهای بزرگ سوق می‌دهد، تاریخ «باستانی» هویت جمعی آن‌ها را حفظ می‌کند و «تاریخ انتقادی» خاطرات مضر را از بین می‌برد. هر سه عملکرد می‌توانند به صورت آسیب‌شناسانه درآیند، به همین دلیل است که باید با یکدیگر در تعادل باشند. این دسته‌بندی نیچه احتمالاً شناخته‌شده‌ترین محتوای متن است و به طرق مختلف مورد توجه و تفسیر قرار گرفته است.
نیچه در فصل‌های ۴ تا ۸ شرح می‌دهد که چگونه اشباع بیش از حد با تاریخ می‌تواند دشمن زندگی و فرهنگ باشد. نقدهای نیچه همیشه متوجه معاصران او به‌ویژه در آلمان است، اما در عین حال مدعی یک پیشینه فلسفی کلی نیز هست. او پنج «بیماری» زمان حال را تشخیص می‌دهد که گفته می‌شود ناشی از استفاده نادرست از تاریخ هستند: ۱) هویت آشفته آلمانی، ۲) فقدان حس عدالت، ۳) فقدان بلوغ، ۴) نگاه به خود به‌عنوان یک مقلد و ۵) بدبینی بیمارگونه. فصل نهم نیز از نظر موضوعی به نقد نیچه از زمان حال اختصاص دارد، که شامل نقدی بر اثر ادوارد فون هارتمن با عنوان فلسفه ناخودآگاه  است که در آن زمان موفق بود.
در فصل دهم و پایانی، نیچه سرانجام درمان آنچه را که اکنون بیماری می‌داند، ارائه می‌دهد: قدرت‌های امر غیرتاریخی و «فراتاریخی» - او از هنر و دین نام می‌برد - باید ترویج شود تا در نهایت به‌جای «دانش‌آموزی» علمی و یک‌جانبه، به «آموزش حقیقی» برسیم. در انتهای مقاله، او یونانیان را الگویی برای تجدید حیات فرهنگی آلمان معرفی می‌کند و می‌نویسد: «یونانی‌ها به‌تدریج یاد گرفتند که با تأمل در مورد خودشان مطابق با آموزه‌های دلفی، یعنی با تأمل در مورد نیازهای واقعی خود و با از بین بردن نیازهای ساختگی‌شان، هرج و مرج را سازماندهی کنند... بنابراین مفهوم یونانی فرهنگ... مفهوم فرهنگ به عنوان طبیعتی نو و بهبودیافته، بدون درون و بیرون، بدون اشاعه و قرارداد، و به‌عنوان هماهنگ‌کننده زندگی، اندیشه، ظهور و اراده، برای او آشکار خواهد شد.